# Esporos de Nicea
Esporos de Nicea (grec antic: Σπόρος ὁ Νικαῖος), que va viure entre els anys 240 i 300 aproximadament, va ser un matemàtic i astrònom grec nascut probablement a Nicea. Va ser deixeble de Filó de Gàdara i mestre de Papos d'Alexandria. El que se sap d'Esporos és el que han conservat les obres de Papos i d'Eutoci.
Esporos va escriure sobre la Quadratura del cercle i la Duplicació del cub. Va criticar Arquimedes perquè no havia aconseguit un càlcul més exacte del nombre π. També va escriure sobre la mida del Sol i sobre els cometes.